# Пожарківська сільська рада
| Пожарківська сільська рада — орган місцевого самоврядування у Рожищенському районі Волинської області з адміністративним центром у с. Пожарки. Водоймища на території, підпорядкованій даній раді: річка Лютиця. Сільській раді підпорядковані населені пункти: - с. Пожарки - с. Оленівка |

## Склад ради
Рада складається з 15 депутатів та голови.

### Керівний склад ради
| ПІБ                        | Основні відомості                                                         | Дата обрання | Дата звільнення |
| -------------------------- | ------------------------------------------------------------------------- | ------------ | --------------- |
| Щиборук Григорій Євгенович | Сільський голова, 1959 року народження, освіта, член народної партії      | 26.03.2006   | 31.10.2010      |
| Щиборук Григорій Євгенович | Сільський голова, 1959 року народження, освіта вища, член народної партії | 31.10.2010   |                 |

Примітка: таблиця складена за даними джерела

## Населення
Згідно з переписом УРСР 1989 року чисельність наявного населення сільської ради становила 1087 осіб, з яких 508 чоловіків та 579 жінок.
За переписом населення України 2001 року в сільській раді мешкало 1057 осіб.

### Мова
Розподіл населення за рідною мовою за даними перепису 2001 року:
| Мова       | Відсоток |
| ---------- | -------- |
| українська | 98,96 %  |
| російська  | 0,85 %   |
| білоруська | 0,09 %   |
| польська   | 0,09 %   |